# Thiadsvind
Thiadsvind, Teodesinda o Teodelinda (677 - ¿?) fue la hija del último monarca de Frisia, Radbod. Casó en 711 con Grimoaldo el Joven, hijo mayor de Pipino de Heristal. El matrimonio fue oficiado por el arzobispo de los frisones Willibrord de Utrecht, y fruto de esa unión tuvieron dos hijos, Teodoaldo y Arnoldo.